# Ball and Biscuit
"Ball and Biscuit" es una canción de la banda de rock alternativo The White Stripes, perteneciente al cuarto álbum de estudio de la banda, Elephant. Es la octava canción del álbum.

## Composición y Letra

### Estructura
La canción se ciñe a la estructura del tradicional del blues de doce compases, un formato de tres acordes en el que se repite el primer verso de cada estrofa y luego se responde.

### Letra
La letra sigue la perspectiva de un autoproclamado séptimo hijo mientras aparentemente corteja a una mujer. Menciona que es el "tercer hombre" de la chica y que ésta se muestra ambivalente hacia él, pero él trata insistentemente de impresionarla con su afirmación de ser un séptimo hijo.
En la canción, Ball (cocaína) y Biscuit (anfetamina) pueden referirse a drogas graves. "Nos desintoxicaremos juntos/y me encontraré una tribuna donde poder gritarlo" sugiere que esta pareja dejará de fumar; sin embargo, el tiempo futuro da a la línea una sensación de fatalismo. Es probable que este personaje esté haciendo propuestas optimistas mientras está drogado (un tema común en las letras de blues). El título también podría referirse al micrófono STC Coles 4021 "Ball and Biscuit" que se utilizó en los estudios Toe Rag durante las sesiones de grabación de Elephant.
The Seventh Son se basa en la versión de la leyenda popular estadounidense de la creencia de que al séptimo hijo de un séptimo hijo se le conceden poderes sobrenaturales, que el personaje de la canción afirma poseer en forma de fuerza sobrehumana. Un recuerdo del folclore similar se encuentra con frecuencia en el blues y sus derivados; en particular, Willie Dixon cantó una canción de blues titulada "The Seventh Son". El uso del Séptimo Hijo puede haberse inspirado en la propia situación familiar de Jack White; él era el séptimo y último hijo de una familia de nueve hijos.

## Recepción
"Ball and Biscuit" ha generado una significante cantidad de comentarios a pesar de que esta, nunca fue lanzada como sencillo. Sin embargo, en una votación hecha por Rolling Stone, la canción ganó la encuesta de la mejor canción de Jack White por "un deslizamiento de tierra". En una reseña de Elephant, Kitty Empire describió la canción como "...sorprendente, con Jack White tocando de rodillas, sus promesas sexuales puntuadas por emisiones líquidas de guitarra." En 2011, el escritor del The Washington Post David Malitz describió la canción como "quizás, la declaración definitiva de The White Stripes."
También ha sido usada muchas veces en la cultura popular. Siendo usada como canción de fondo para el anuncio de Captain Morgan "Glass" y también en el inicio de la película de 2010 The Social Network.
El 10 de octubre de 2020, Jack White toco la canción en Saturday Night Live después de intervenir y sustituir a Morgan Wallen con poca antelación.

## Versiones
Bob Dylan toco la canción en un concierto en Detroit, Michigan el 17 de marzo de 2004, en el cual también se unió Jack White (haciendo una aparición sorpresa). Siendo la única canción, hasta la fecha, que Dylan ha versionado una canción del siglo XXI. Una grabación de la audiencia durante la presentación estuvo disponible para escucharse en el sitio oficial de The White Stripes en marzo de 2004.